# 塔拉迪加国家森林
塔拉迪加国家森林（英語：Talladega National Forest）位于美国亚拉巴马州阿巴拉契亚山脉南端，面积392,567英畝（158,866公頃）。在被联邦政府收购前，森林曾一度遭滥砍滥伐。目前，这片土地长出了郁郁葱葱的松树林，也有着多种多样的生态系统。